# 德里加爾斯基冰川
64°43′S 60°44′W / 64.717°S 60.733°W

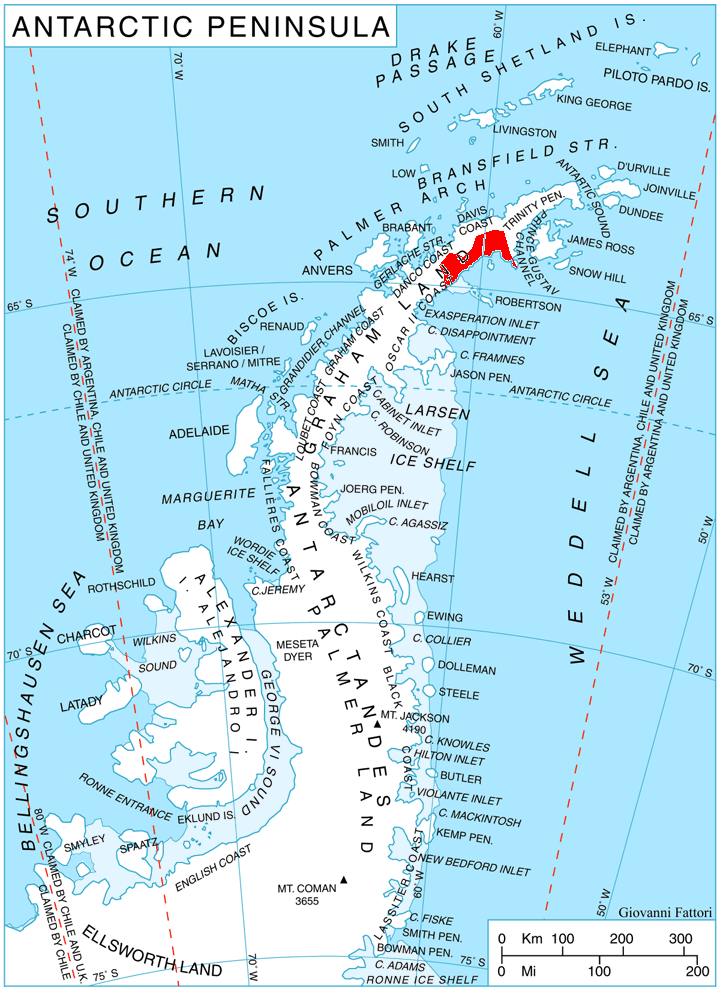

德里加爾斯基冰川是南極洲的冰川，位於葛拉漢地東岸，長32公里、寬24公里，發源自赫伯特高原，該冰川在1902年由瑞典的探險隊發現。

## 外部連結
- SCAR Composite Antarctic Gazetteer（页面存档备份，存于）.